# Stiftung für Ägyptologie
Die Stiftung für Ägyptologie ist eine gemeinnützige Stiftung in Basel, die sich die Erforschung der altägyptischen Rechtsgeschichte zum Ziel gesetzt hat.
Die Stiftung für Ägyptologie wurde 2010 von dem Ägyptologen Schafik Allam errichtet. Seit 2015 ist ihr Sitz in Basel. Präsidentin ist die Ägyptologin Susanne Bickel. Die Stiftung bezweckt die Förderung der Wissenschaft im Bereich der altägyptischen Rechtsgeschichte, schwerpunktmässig der Urkunden in ägyptischer Sprache und Schrift (Hieroglyphisch, Hieratisch, Kursivhieratisch, Demotisch, Koptisch) an einer deutschsprachigen Universität. Die gemeinnützige Stiftung verfolgt ausschliesslich die Förderung der Wissenschaft durch die Unterstützung einer deutschsprachigen Universität mit einem etablierten Studiengang für Ägyptologie. Die Stiftung ist politisch und religiös neutral.
Das Stiftungsziel soll durch die Teilfinanzierung einer universitären Personalstelle zur Habilitation einer promovierten Ägyptologin bzw. eines promovierten Ägyptologen oder zur Beschäftigung einer bereits habilitierten Ägyptologin bzw. eines bereits habilitierten Ägyptologen in Forschung und Lehre erreicht werden. 
Geeignete Kandidatinnen oder Kandidaten müssen im Fach Ägyptologie mit einem philologischen Schwerpunkt promoviert worden sein und darüber hinaus in einem rechtswissenschaftlichen Studium mindestens den Schein in Strafrecht und Zivilrecht erlangt haben sowie mindestens einen juristischen Grundlagenschein nachweisen. 
Außerdem verfolgt die Stiftung ihren Zweck, die Erforschung der altägyptischen Rechtsgeschichte zu fördern, durch die Auslobung von Wettbewerben, an denen sich Personen mit einem abgeschlossenen Ägyptologiestudium beteiligen können.